# Eberhard Koebel
Eberhard Koebel (Stuttgart, 1907. június 22. – Berlin, 1955. augusztus 31.) német író és könyvkiadó. Politikai pályája során főleg ifjúsági vezető volt. 1932-ben a nácik elleni nagyobb ellenállás reményében belépett a kommunista pártba. A hosszú kések éjszakáján Koebelt is majdnem kivégezték, de még időben elmenekült. 1948-ban tért vissza az NDK-ba, ahol íróként és kiadóként dolgozott 1955-ös haláláig.

## Művei
- AEG: Energie, Profit, Verbrechen. Bearbeitet von Peter Hess. Verlag die Wirtschaft, Berlin, 1958 (postum)
- Gesammelte Schriften und Dichtungen. Hg. von Werner Helwig. Verlag der Jugendbewegung, Heidenheim an der Brenz, 1962. / 2., überarbeitete Auflage, hg. von Fritz Schmidt, 1996
- Eberhard Koebel-tusk: Werke. 12 Bde., hg. Arno Klönne, Jürgen Reulecke, Eckard Holler, Fritz Schmidt u. a., Achims Verlag Edermünde, 2002–2005